# Billy Butler
Pour les articles homonymes, voir Billy Butler (homonymie) et Butler.
 (avril 2010).
Si vous disposez d'ouvrages ou d'articles de référence ou si vous connaissez des sites web de qualité traitant du thème abordé ici, merci de compléter l'article en donnant les références utiles à sa vérifiabilité et en les liant à la section « Notes et références ».
William Butler (né le 17 mars 1900à Atherton et mort le 11 juillet 1966) à Durban est un joueur de football anglais principalement connu pour avoir été un ailier des Bolton Wanderers dans les années 1920.

## Carrière de joueur
Billy Butler est né à Atherton, Grand Manchester. Évoluant au poste d'attaquant, il quitte l'armée pour rejoindre le club de sa ville natale, le Atherton Football Club à l'âge de 19 ans. Il rejoint les Bolton Wanderers en avril 1920 et s'établit comme un titulaire au poste d'ailier gauche. Il joue lors de la finale de la Coupe d'Angleterre de football de 1923 qu'il remporte au détriment des joueurs de West Ham United, lors de la première finale de Coupe d'Angleterre disputée à Wembley, et fait l'année suivante, le 12 avril 1924, ses débuts avec l'équipe d'Angleterre contre l'Écosse. 
Cette sélection est la seule pour l'Angleterre, mais Butler disputer une nouvelle finale nationale à Wembley en 1926, et la remporte à nouveau contre Manchester City, et collecte une nouvelle médaille de vainqueur de la Coupe d'Angleterre, en 1929, et marque même le premier but de la finale contre Portsmouth. 
Lors de la relégation de Bolton en 1933, Butler demande le transfert et quitte le club pour rejoindre son ancien coéquipier de Bolton Joe Smith, qui est devenu manager de Reading. Il joue 449 matchs pour Bolton et marque 74 buts.

## Carrière de manager
Butler est mort à Durban en juillet 1966 à l'âge de 66 ans.